# Retrato de las señoritas N.N.
El Retrato de las señoritas N.N. es una pintura al óleo realizada por Ramón Casas en 1890 en Barcelona y que actualmente pertenece a una colección privada.
El 18 de octubre de 1890 se inauguró en la Sala Parés de Barcelona una exposición que supondría el inicio de la renovación pictórica catalana. Casas y Santiago Rusiñol presentaban un número importante de obras de su producción más reciente, que suscitaron una considerable controversia entre los partidarios y detractores. Sin embargo, los críticos de arte elogiaron unánimemente los retratos de Casas y coincidieron en destacar el Retrato de las señoritas N.N., tanto por la elegancia y por la expresión de las dos figuras, como por el realismo del ambiente.
La Vanguardia del día anterior de la inauguración consideraba

Realmente bonito el retrato de sus dos primas Ángeles y Antonia, paseando del brazo por un jardín [...] donde no se sabe si admirar más la manera como están colocadas las figuras o la diafanidad del medio en las que se mueven.
La Vanguardia

Antonia España Puig y Àngels Puig España, las dos jóvenes retratadas por Casas en esta tela, eran primas del pintor. Al parecer, el título que en aquel momento se dio a esta obra, Retrato de las señoritas N.N., se debió a que las jóvenes prefirieron mantenerse en un discreto anonimato. Las dos figuras destacan tanto por la precisión casi fotográfica de sus rostros como, y muy especialmente, por la valiente utilización del intenso blanco de los vestidos, matizados en rosa y azul respectivamente, colores que con mayor intensidad se aplican a los lazos que lucen las retratadas. Asimismo el artista integró a las figuras en un exuberante entorno ocupado por unos grandes maceteros con plantas y flores que no sólo logran un ajustado contrapunto en las retratadas sino que permiten al artista mostrar su extraordinaria habilidad.